# Mobula thurstoni
Mobula thurstoni är en rockeart som först beskrevs av Lloyd 1908.  Mobula thurstoni ingår i släktet Mobula och familjen örnrockor. IUCN kategoriserar arten globalt som nära hotad. Inga underarter finns listade i Catalogue of Life.